# Mohamed Amine Aoudia
Mohamed Amine Aoudia (El Harrach, 6 de junho de 1987) é um futebolista profissional argelino que atua como atacante.

## Carreira
Mohamed Amine Aoudia representou o elenco da Seleção Argelina de Futebol no Campeonato Africano das Nações de 2013.